# Gasoducte Península-Illes Balears
Die Gasoducte Península-Illes Balears ist eine Erdgas-Pipeline, die vom spanischen Festland zu den Baleareninseln führt.

## Beschreibung
Die Gesamtlänge beträgt rund 319 Kilometer. Die maximale Tiefe des Unterwasserabschnittes liegt auf mehr als 1.000 Meter unter dem Meeresspiegel. Die Abmessungen der Rohrleitung wurden auf der Grundlage einer Prognose der Gasnachfrage bis zum Jahr 2025 ausgelegt. Angesichts dieser Auslegungsdaten und den technischen Anforderungen für Druck wurde ein Rohrinnendurchmesser von 16 cm gewählt. Die Wandstärke der Stahlpipeline beträgt 15,9 mm und ist bauartbedingt für einen maximalen Betriebsdruck von 220 bar ausgelegt. Baubeginn war Ende 2008. Das erste Teilstück nach Ibiza ging 2009 mit einem Druck von 80 bar in Betrieb und 2010 wurde das gesamte Projekt Gasoducte Península-Illes Balears fertiggestellt. Mit der Inbetriebnahme wurde das veraltete Kohlekraftwerk Central Térmica de Sant Joan de Déu in Palma stillgelegt.

## Trassenführung
Die Pipeline beginnt in Ontinyent in der autonomen Region Valencia mit einer Kompressorstation und verläuft zuerst 46 Kilometer auf dem Festland bis zur Mittelmeerküste in Oliva. Von dort als Unterwasserpipeline 123 Kilometer bis zur Insel Ibiza und von dort 150 Kilometer weiter nach Palma. Auf Mallorca verläuft die Erdgasleitung weiter zum Kraftwerk Central Térmica de Cas Tresorer und Central Térmica de Son Reus in Palma, und eine Hauptleitung geht quer über die Insel über Inca bis zum Kraftwerk Central Térmica de Es Murterar in Alcúdia. Betreiber der Ferngasleitung ist das spanische Unternehmen Enagás.

## Trassenausbau auf Mallorca
Mit Stand August 2014 wurden 350.000 Haushalte hauptsächlich im Einzugsbereich von Palma de Mallorca ans Erdgasnetz angeschlossen.
Eine 42 km lange Gasleitung von der Kompressorstation in Palma in das Gebiet von Calvia und Andratx ist mit Stand August 2014 in Bau befindlich; sie soll 20 Millionen Euro kosten. Eine weitere Leitung nach Manacor und Felanitx ist in Planung. Das Gesamtvolumen der Investitionen für die Gasleitungen auf der Insel belaufen sich auf rund 70 Millionen Euro.
Von den Hauptpunkten aus werden dann die kleineren Orte und die Endkunden mit Erdgas versorgt. Hauptabnehmer sind mit Stand August 2014 jedoch die drei Kraftwerke auf Mallorca und das Kraftwerk Central Térmica de Ibiza in der Stadt Ibiza.